# Windows Phone 8.1

Tile di Xbox Video in Windows Phone 8.1

Windows Phone 8.1 (nome in codice Blue) è stato un sistema operativo sviluppato da Microsoft destinato agli smartphone. È stato distribuito in preview pubblica il 14 aprile 2014, preinstallato su Nokia Lumia 530, 630, 730, 830, 930 e Microsoft Lumia 535 disponibile come aggiornamento su tutti i Nokia Lumia dotati di Windows Phone 8.
Il 30 luglio 2014 è stato presentato Windows Phone 8.1 Update che aggiunge le cartelle nella schermata Start e Cortana in Cina, Regno Unito, Canada, India e Australia. Distribuito in preview pubblica il 4 agosto 2014.

## Storia
Windows Phone 8.1, precedentemente conosciuto come Windows Phone Blue, doveva essere un update da distribuire in contemporanea a Windows 8.1.
I primi leak attendibili di questa versione dell'OS sono nati il 10 febbraio 2014 in occasione della distribuzione dell'SDK in versione di prova per alcuni sviluppatori.
La presentazione di Windows Phone 8.1 è avvenuta presso la conferenza Build il 4 aprile 2014, mentre la Microsoft ha fissato la distribuzione dell'anteprima per il 14 aprile 2014.
La distribuzione ufficiale di questo aggiornamento è iniziato dal 15 luglio 2014 in poi. Nei terminali Nokia Lumia Windows Phone 8.1 porta con sé gli update Lumia Cyan e Lumia Denim.

### Partner di lancio di Windows Phone 8.1
Oltre ai consolidati Nokia, Samsung e HTC, alla BUILD 2014 vengono confermate le partnership con Prestigio (in Europa) e Micromax (in India). Oltre che quelle annunciate nel gennaio 2014: si parla, oltre che di un marchio importante come Sony, anche di aziende meno conosciute in occidente ma focalizzate sul mercato indiano, dove il sistema operativo di Microsoft ha riscosso un buon successo: tra queste spiccano Lava e Micromax.

#### Altri partner OEM
A metà maggio 2014, prima della distribuzione ufficiale di Windows Phone 8.1 per i dispositivi con Windows Phone 8, Microsoft annuncia che salgono a 17 i produttori che hanno deciso di puntare su Windows Phone, ai quali si aggiungono: Blu, K-Touch e Longcheer.

## Novità rispetto a Windows Phone 8
- Introduzione del nuovo assistente virtuale di Microsoft, Cortana
- Internet Explorer 11 (supporto a Video all'interno della finestra e swipe per andare avanti o indietro, nuova modalità InPrivate)
- Possibilità di salvare le app nella scheda SD
- Elenco delle app contenente anche i giochi e scritta Nuova in caso di installazione o aggiornamento di un'app
- Multitasking migliorato (possibilità di chiudere un'app tramite swipe verso il basso)
- Alcune applicazioni inserite nello Store (Giochi, Xbox Music, Xbox Video, Calendario, Podcast, Files, Live Lock Screen)
- Musica+Video divisa in due App (Xbox Music e Xbox Video, la vecchia Musica+Video rimane ma rinominata in Music Backstop utilizzabile solo per riprodurre file musicali provenienti da Internet, File Manager...)
- Applicazione Giochi migliorata
- Applicazione Fotocamera migliorata (ora più simile a Nokia Camera)
- Contatti, Foto, Messaggi, Portafoglio, Telefono migliorati (ci sono nuove API per l'integrazione con i social e le vecchie integrazioni sono eliminate, in favore di quelle delle applicazioni)
- Store migliorato (nuove liste: Link Rapidi, Raccolte, Categorie, Download, Cronologia, Le mie App; commenti utili, filtri per commenti, tabella dei voti, spazio per il changelog)
- Immagine di sfondo per le Live Tile statiche e trasparenti
- SkyDrive rinominato in OneDrive
- Nuove API per personalizzare la schermata di blocco
- Centro notifiche
- Introduzione delle app Sensore batteria, Sensore memoria e Sensore Wi-Fi
- Supporto per l'aggiornamento della Live Tile ogni minuto (non più come prima che ci doveva essere almeno ogni mezz'ora)
- Risolto il bug delle notifiche
- Risolto il bug della memoria altro
- Supporto per le tre colonne medie di Live Tiles
- Tastiera "Word Flow" (tastiera Swype)
- Supporto per telefoni senza i pulsanti fisici "Indietro", "Start" e "Cerca" (Essi saranno a schermo)
- Supporto per telefoni senza il pulsante fotocamera
- File picker e supporto al download di altri file sul telefono
- Applicazioni universali (Windows 8.1 e Windows Phone 8.1, in unico file con estensione .appx, essa è l'estensione delle Windows Store app di Windows 8/8.1)
- Supporto ai dual sim
- Miglioramento allo sviluppo in HTML5/JS
- Skype migliorato
- Project my screen (USB/Miracast)
- Supporto per USB OTG
- Gestore File: il file manager ufficiale installabile tramite lo store

## Requisiti minimi
- Processore dual-core Qualcomm Snapdragon S4 o superiore (fino al quad-core)
- RAM minima: 512 MB per i telefoni WVGA; RAM minima: 1 GB per 720p/WXGA/1080p
- GPS e A-GNSS; GLONASS è supportato se gli OEM decide di includerlo
- Supporto per micro-USB 2.0
- Uscita jack da 3,5 mm per le cuffie con il supporto per i comandi nelle cuffie
- Fotocamera Posteriore con LED opzionale o flash Xenon, opzionale fotocamera frontale (entrambe devono essere VGA o superiore)
- Sensori accelerometro, prossimità e luce ambientale, così come motore di vibrazione (magnetometro e giroscopio sono opzionali)
- 802.11b/g e Bluetooth (802.11n è opzionale)
- Hardware grafico che supporta DirectX e accelerazione hardware per Direct3D con GPU programmabile
- Schermo capacitivo con multi-touch a minimo quattro punti

## Aggiornamenti
| Nome versione | Nº versione    | Data di pubblicazione            | Changelog |
| ------------- | -------------- | -------------------------------- | --- |
| Update (1)    | 8.10.14147.180 | 4 agosto 2014 (Preview pubblica) | - Cortana arriva in Cina in versione beta, ed in versione alpha in Regno Unito, Canada, India e Australia; - Aggiunte cartelle nella schermata Start (il loro funzionamento è ben diverso da quello dell'app Cartelle sviluppata da Nokia in esclusiva per i Lumia); - Miglioramenti ad Xbox Music (l'update arriverà tramite lo store nei giorni successivi alla distribuzione dell'anteprima pubblica) - Supporto alla Live Tile; - Scheda Riprodotti di recente; - Supporto all'Angolo dei bambini; - Live tile per Windows Phone Store; - Possibilità di selezionare più SMS contemporaneamente ed eliminarli o inoltrarli tutti in una volta; - Angolo delle app (ispirato all'Angolo dei bambini, serve per limitare l'uso delle app nei device aziendali); - Impaginazione di Internet Explorer 11 migliorata (rendering delle pagine web ottimizzato, sia per i siti mobile sia per quelli desktop); - App degli accessori (si tratta di una nuova sezione delle impostazioni in cui vengono raccolte le app dedicate agli accessori come smartwatch e altri device del genere); - Cartella Musica + Video: le due app (nei nuovi telefoni o dopo un ripristino) sono raggruppate in una cartella presente di default sulla schermata d'avvio, che contiene anche le app Radio FM e Podcast; - Backup di cartelle (il contenuto e la posizione delle cartelle potrà essere salvato e recuperato dopo un hard reset o ripristinando il backup in un nuovo smartphone); - Tasti funzione virtuali a scomparsa (i soft key possono essere nascosti con uno swipe verso il basso e riattivati con uno verso l'alto); - Tastiera: risolti i problemi con i suggerimenti delle lettere accentate nella tastiera italiana; - Internet condiviso: ora è possibile condividere la connessione a internet anche tramite Bluetooth, oltre che tramite Wi-Fi; - Supporto al protocollo Network Time (che vi permetterà di sincronizzare l'ora anche con il solo Wi-Fi, come sul PC); - Possibilità di installare gli aggiornamenti dalla SD Card (a discrezione del produttore, nel telefono rimarrebbe solo la versione base di Windows Phone 8.1); - VoIP su rete LTE; - Nuove risoluzioni display supportate; - Fix per il bug di BitLocker con Windows Phone 8.1 Preview e Cyan e molto altro. |

## Compatibilità con Windows Phone 8
Tutte le applicazioni Windows Phone 8 possono essere eseguite su Windows Phone 8.1, ma non vi è retrocompatibilità e le applicazioni universali funzionano solo su Windows Phone 8.1.
Tutti gli smartphone con Windows Phone 8 saranno aggiornabili al nuovo OS.

## Compatibilità con Windows 8.1
Le nuove app universali possono girare senza problemi sia su Windows Phone 8.1 che su Windows 8.1, che condividono con le nuove app universali oltre il 99% del codice sorgente, tranne quello della UI. Ora i due sistemi hanno il 90% delle API in comune.